# Nomeus
Nomeus is een monotypisch geslacht van straalvinnige vissen uit de familie van de Nomeidae (Kwallenvissen).

## Soort
- Nomeus gronovii (Oorlogsschipvisje)